# Vương Nghĩ
Vương Nghĩ hay Vương Kỹ (chữ Hán: 王齮; ? - ?) là tướng nước Tần cuối thời kỳ Chiến Quốc.

## Binh nghiệp
Năm 246 TCN, Tần Trang Tương vương chết, Tần vương Chính lên ngôi, Vương Nghĩ cùng Mông Ngao, Bào Công được phong tướng quân. Cùng năm, Vương Nghĩ đem quân đánh đất Thượng Đảng của nước Triệu.
Năm 244 TCN, thời Tần vương Chính, Vương Nghĩ tạ thế.

## Trong văn hóa
Vương Nghĩ không xuất hiện trong tiểu thuyết Đông Chu liệt quốc chí của Phùng Mộng Long.
Họa sĩ Hara Yasuhisa trong tác phẩm Vương giả thiên hạ đã dựa vào hình tượng Vương Nghĩ để sáng tạo ra nhân vật Vương Kỵ (王騎; Ō Ki).